# Хофштеттен (Верхняя Бавария)
Хофштеттен (нем. Hofstetten) — община в Германии, в земле Бавария.
Подчиняется административному округу Верхняя Бавария. Входит в состав района Ландсберг-на-Лехе. Подчиняется управлению . Население составляет 1782 человека (на 31 декабря 2010 года). Занимает площадь 17,02 км².
Коммуна подразделяется на 2 сельских округа.

## Население
По оценке на 31 декабря 2015 года население общины Хофштеттен составляет 1838 чел. 

| Дата      | 1840 | 1871 | 1900 | 1925 | 1939 | 1950 | 1961 | 1970 | 1987 | 2011 |
| --------- | ---- | ---- | ---- | ---- | ---- | ---- | ---- | ---- | ---- | ---- |
| Население | 698  | 695  | 793  | 835  | 979  | 1099 | 931  | 999  | 1245 | 1768 |

| Год       | 1960 | 1970 | 1980 | 1990 | 2000 | 2009 | 2010 | 2011 | 2012 | 2013 | 2014 | 2015 |
| --------- | ---- | ---- | ---- | ---- | ---- | ---- | ---- | ---- | ---- | ---- | ---- | ---- |
| Население | 919  | 983  | 1112 | 1477 | 1712 | 1799 | 1782 | 1774 | 1775 | 1782 | 1800 | 1838 |